# 自画像 (エル・グレコ)
『自画像』（じがぞう、西: Autorretrato、英: Self-Portrait）、または『老人の肖像』（ろうじんのしょうぞう、西: Retrato de un caballero anciano、英: Portrait of an Old Man）は、クレタ島出身のマニエリスム期スペインの巨匠エル・グレコが1595-1600年にキャンバス上に油彩で制作した絵画で、通常、画家の自画像であるとみなされている。作品は、エル・グレコがヴェネツィアで学んだティツィアーノとティントレットの影響を示している。1924年以来、ニューヨークのメトロポリタン美術館に所蔵されている。
エル・グレコの絵画が好まれなくなった時期でさえ、彼の肖像画はその自然主義的特質と心理的洞察のために一貫して賞賛されてきた。この作品は、エル・グレコ研究の基礎を築いたコッシオ (Cossio) 以来、その直截性、非公式的特質、そしてエル・グレコの自画像を表しているとされる画家の作品中の人物との類似により、しばしば自画像であるとみなされてきた。顔の精緻なタッチに比して衣服の描写は大胆であり、様式的に見て1600年前後の作品であるとすれば、画家60歳ごろの作品ということになるが、人物はそれよりも年老いて見える。毛皮のチョッキを纏い、白い襟飾りを巻いた姿は、ティツィアーノの『自画像』 (ベルリン絵画館) を想起させるｃ。
額が異様に大きく、大きく見開いた目は鑑賞者の心理を探るかのようで、たとえ「辛辣な言葉を吐く偉大な哲人」 (同時代のスペインの画家フランシスコ・パチェーコのエル・グレコ評) でなくても、教養ある人物の肖像であることに変わりはない。